# Tổ Mậu
Tổ Mậu (chữ Hán:祖茂, bính âm: Zu Mao; 153-197) là một viên bộ tướng phục vụ dưới trướng của lãnh chúa Tôn Kiên trong thời kỳ Tam Quốc của lịch sử Trung Quốc. Tổ Mậu là một trong bốn vị tướng cùng với Trình Phổ, Hoàng Cái và Hàn Đương theo Tôn Kiên tham gia cuộc chiến tranh chống lãnh chúa có mưu đồ bá quyền là Đổng Trác.

## Trong Tam Quốc diễn nghĩa
Trong tiểu thuyết Tam Quốc diễn nghĩa, La Quán Trung thêm cho Tổ Mậu tên tự là Đại Vinh (大榮) và hư cấu chuyện Tổ Mậu bị tử trận tại Phí Thủy quan. Ông chỉ xuất hiện trong một hồi. Hồi thứ 5, tại hồi này Tổ Mậu được miêu tả là hai tay cầm hai dao, sau này được đội thêm cái mũ chóp đỏ do trao đổi với Tôn Kiên mà có.
Khi Tôn Kiên dành những thắng lợi tại của ải Phí Thủy Quan. Viên Thuật là quan coi lương của liên minh Quan Đông vì sợ Tôn Kiên sẽ lập công lớn nên đã ngầm không cung cấp lương thảo cho quân Giang Đông. Quân của Tôn Kiên đói ăn nên tinh thần sa sút và rối loạn. Nắm được thông tin này, tướng Tây Lương là Hoa Hùng bàn với Lý Túc dẫn quân tập kích Tôn Kiên.
Quân Hoa Hùng đến trại Tôn Kiên và tập kích nửa đêm, mặt sau Lý Túc kéo vào sai quân sĩ phóng hỏa. Quân Tôn Kiên rối loạn. Các tướng đánh lộn nhau, duy có Tổ Mậu theo Kiên phá vây chạy. Hoa Hùng từ mặt sau đuổi dồn lên. Tổ Mâu bảo Tôn Kiên rằng: Cái mũ chóp đỏ trên đầu của chúa công, bị giặc nó nhận được. Xin cởi mũ đưa cho tôi đội.
Tôn Kiên liền cởi mũ đánh đổi cho Tổ Mậu, rồi hai người chia đường chạy ra hai ngã. Quân Hoa Hùng cứ đuổi theo người đội mũ chóp đỏ. Tổ Mậu bị Hoa Hùng đuổi rất gấp ông ta liền bỏ mũ ra, treo vào một cái cột nhà cháy dở, còn mình rồi trốn vào rừng rậm, núp vào một chỗ.
Hoa Hùng trông thấy cái chóp mũ đỏ ở chỗ nhà cháy cứ vây bọc bốn mặt lại, không dám đến gần, rồi sau lấy tên bắn mãi mới biết bị lừa. Tổ Mậu ở trong rừng lúc bấy giờ xông ra, hai tay múa đôi dao, chực chém Hoa Hùng, nhưng Hoa Hùng thét to một tiếng, đưa một nhát dao, Tổ Mậu chết lăn xuống dưới ngựa.
Tôn Kiên sau khi tập hợp lại lực lượng, kiểm tra rà soát lại tình hình quân bị thì thấy mất Tổ Mậu, nên vô cùng thương tiếc báo tin cho Viên Thiệu.